# Inejiro Asanuma
Inejiro Asanuma (浅沼 稲次郎, Asanuma Inejirō, 27 de dezembro de 1898 – 12 de outubro de 1960) foi um político do Japão, líder do partido socialista no país. Asanuma era uma personalidade incomum no Japão pós-guerra devido à sua intensa defesa do socialismo e seu apoio ao Partido Comunista da China, que era particularmente controverso.
Asanuma foi assassinado em 1960, em Tóquio, enquanto discursava em rede nacional.

## Carreira política
Em 1930, Asanuma se tornou socialista e serviu na Diet em 1936. Entretanto, abandonou sua canditadura na eleição de 1942 e se afastou da política até o fim da guerra. Ele foi fortemente criticado por um incidente em 1959 ocorrido na Grande China, pois teria dito que os Estados Unidos eram o inimigo comum tanto da China como do Japão. Quando ele voltou de sua viagem, ele trajava uma roupa do estilo que Mao Tsé-Tung usava , causando critica de membros até do próprio partido. 

## Assassinato

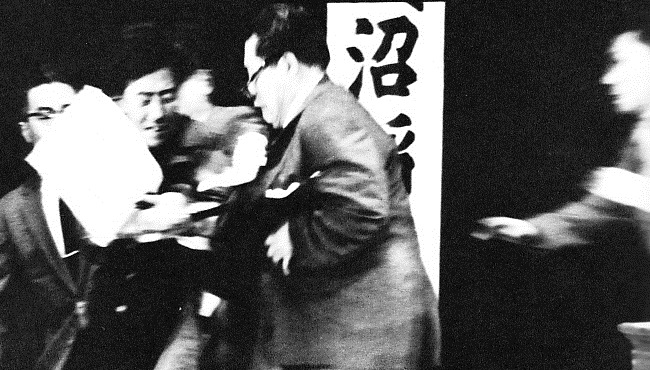
Assassinato de Asanuma

Asanuma foi assassinado por Otoya Yamaguchi, um militante nacionalista de 17 anos, durante um debate político em que disputava um cargo para a Casa dos Representantes. Enquanto Asanuma falava no Salão Hibiya de Tóquio, Yamaguchi avançou até o palco e atacou Asanuma fatalmente no abdômen com uma espada. A companhia de televisão NHK, que fazia a gravação do debate para posterior transmissão, divulgou o conteúdo da fita, que foi assistida por milhões de pessoas.
O assassino foi capturado na cena do crime. Poucas semanas depois, cometeu suicídio enquanto era mantido sob custódia policial.